# Leichtathletik-Südamerikameisterschaften 1945
Die XIV. Leichtathletik-Südamerikameisterschaften fanden vom 15. bis zum 22. April 1945 in Montevideo statt. Erfolgreichster Athlet war der brasilianische Sprinter José de Assis mit fünf Siegen, davon drei in Einzelwettbewerben. Erfolgreichste Teilnehmerin war die Argentinierin Noëmi Simonetto mit drei Siegen und zwei zweiten Plätzen.

## Männerwettbewerbe
Die Mannschaftswertung gewann bei den Männern die Mannschaft Brasiliens mit 108 Punkten vor den Argentiniern mit 92 Punkten und dem chilenischen Team mit 57 Punkten. Uruguay erreichte 38 Punkte, Bolivien keinen Punkt.

### 100-Meter-Lauf Männer
| Platz | Athlet         | Land | Zeit   |
| ----- | -------------- | ---- | ------ |
| 1     | José de Assis  | BRA  | 10,5 s |
| 2     | Walter Pérez   | URU  | 10,7 s |
| 3     | Adelio Márquez | ARG  | 10,7 s |

Finale: 15. April

### 200-Meter-Lauf Männer
| Platz | Athlet          | Land | Zeit   |
| ----- | --------------- | ---- | ------ |
| 1     | José de Assis   | BRA  | 21,3 s |
| 2     | Adelio Márquez  | ARG  | 21,4 s |
| 3     | Rodolfo Carrera | ARG  | 22,4 s |

Finale: 19. April

### 400-Meter-Lauf Männer
| Platz | Athlet          | Land | Zeit   |
| ----- | --------------- | ---- | ------ |
| 1     | Jorge Ehlers    | CHI  | 49,0 s |
| 2     | Agenor da Silva | BRA  | 49,2 s |
| 3     | Rosalvo Ramos   | BRA  | 49,4 s |

Finale: 15. April

### 800-Meter-Lauf Männer
| Platz | Athlet          | Land | Zeit       |
| ----- | --------------- | ---- | ---------- |
| 1     | Agenor da Silva | BRA  | 1:55,3 min |
| 2     | Nilo Riveros    | ARG  | 1:55,8 min |
| 3     | Alfonso Rozas   | CHI  | 1:56,5 min |

Finale: 22. April

### 1500-Meter-Lauf Männer
| Platz | Athlet           | Land | Zeit       |
| ----- | ---------------- | ---- | ---------- |
| 1     | Roberto Yokota   | CHI  | 4:05,2 min |
| 2     | Alfonso Rozas    | CHI  | 4:05,9 min |
| 3     | Guillermo García | CHI  | 4:07,0 min |

Finale: 19. April

### 5000-Meter-Lauf Männer
| Platz | Athlet         | Land | Zeit        |
| ----- | -------------- | ---- | ----------- |
| 1     | Raúl Ibarra    | ARG  | 15:00,4 min |
| 2     | Raúl Inostroza | CHI  | 15:04,6 min |
| 3     | Reinaldo Gorno | ARG  | 15:24,2 min |

Finale: 17. April

### 10.000-Meter-Lauf Männer
| Platz | Athlet         | Land | Zeit        |
| ----- | -------------- | ---- | ----------- |
| 1     | Raúl Ibarra    | ARG  | 31:52,6 min |
| 2     | Reinaldo Gorno | ARG  | 32:38,2 min |
| 3     | Oscar Ibarra   | ARG  | 32:48,6 min |

Finale: 21. April

### Straßenlauf Männer
| Platz | Athlet            | Land | Zeit |
| ----- | ----------------- | ---- | ---- |
| 1     | Corsino Fernández | ARG  |      |
| 2     | Julio Montecinos  | CHI  |      |
| 3     | José Berger       | BRA  |      |

Finale: 22. April, Streckenlänge 32 km

### Crosslauf Männer
| Platz | Athlet           | Land | Zeit |
| ----- | ---------------- | ---- | ---- |
| 1     | Reinaldo Gorno   | ARG  |      |
| 2     | Joaquim da Silva | BRA  |      |
| 3     | Raúl Ibarra      | ARG  |      |

Finale: 19. April

### 110-Meter-Hürdenlauf Männer
| Platz | Athlet        | Land | Zeit   |
| ----- | ------------- | ---- | ------ |
| 1     | Julio Ramírez | URU  | 14,7 s |
| 2     | Julio Jaime   | URU  | 14,9 s |
| 3     | Hélio Pereira | BRA  | 15,0 s |

Finale: 15. April

### 400-Meter-Hürdenlauf Männer
| Platz | Athlet          | Land | Zeit   |
| ----- | --------------- | ---- | ------ |
| 1     | José Lopez      | ARG  | 55,3 s |
| 2     | Sylvio Padilha  | BRA  | 55,3 s |
| 3     | Hércules Azcune | URU  | 56,3 s |

Finale: 22. April

### 4-mal-100-Meter-Staffel Männer
| Platz | Athleten                                              | Land | Zeit   |
| ----- | ----------------------------------------------------- | ---- | ------ |
| 1     | dos Santos José de Assis Geraldo Luz Renato Bastianon | BRA  | 41,9 s |
| 2     | Ravano Lucio Florio Adelio Márquez Carlos Isaack      | ARG  | 42,0 s |
| 3     | Walter Pérez José Cunéo Julio Jaime Domingo Borallo   | URU  | 43,3 s |

Finale: 16. April

### 4-mal-400-Meter-Staffel Männer
| Platz | Athleten                                                          | Land | Zeit       |
| ----- | ----------------------------------------------------------------- | ---- | ---------- |
| 1     | Rosalvo Ramos Mario Pini Agenor da Silva José de Assis            | BRA  | 3:16,5 min |
| 2     | Adelio Márquez Agustin Martín Leopoldo Monastirsky Antonio Pocoví | ARG  | 3:20,0 min |
| 3     | Leál Raimundo Camé García                                         | URU  | 3:28,7 min |

Finale: 21. April

### 3000-Meter-Mannschaftslauf Männer
| Platz | Athlet                                            | Land | Zeit |
| ----- | ------------------------------------------------- | ---- | ---- |
| 1     | Raúl Ibarra Delfo Cabrera Ubaldo Ibarra           | ARG  |      |
| 2     | Emanuel Prado Joaquim da Silva Minervino de Souza | BRA  |      |
| 3     | Raúl Inostroza NN                                 | CHI  |      |

Finale: 23. April
Schnellster Läufer war Raúl Ibarra in 8:39,4 Minuten.

### Hochsprung Männer
| Platz | Athlet          | Land | Höhe   |
| ----- | --------------- | ---- | ------ |
| 1     | Hércules Azcune | URU  | 1,90 m |
| 2     | Celso Dória     | BRA  | 1,85 m |
| 3     | Pedro Listur    | URU  | 1,85 m |

Finale: 15. April

### Stabhochsprung Männer
| Platz | Athlet             | Land | Höhe   |
| ----- | ------------------ | ---- | ------ |
| 1     | Icaro Mello        | BRA  | 3,90 m |
| 2     | Raimundo Rodrigues | BRA  | 3,90 m |
| 3     | Federico Horn      | CHI  | 3,80 m |

Finale: 19. April

### Weitsprung Männer
| Platz | Athlet           | Land | Weite  |
| ----- | ---------------- | ---- | ------ |
| 1     | José de Assis    | BRA  | 7,09 m |
| 2     | Alfredo Meynet   | CHI  | 6,89 m |
| 3     | Alberto Eggeling | CHI  | 6,78 m |

Finale: 15. April

### Dreisprung Männer
| Platz | Athlet              | Land | Weite   |
| ----- | ------------------- | ---- | ------- |
| 1     | Geraldo de Oliveira | BRA  | 14,43 m |
| 2     | Celestino Sarraua   | ARG  | 14,17 m |
| 3     | Néstor Tenorio      | ARG  | 14,16 m |

Finale: 18. April

### Kugelstoßen Männer
| Platz | Athlet           | Land | Weite   |
| ----- | ---------------- | ---- | ------- |
| 1     | Emilio Malchiodi | ARG  | 14,69 m |
| 2     | Ricardo Nitz     | BRA  | 14,39 m |
| 3     | Julián Llorente  | ARG  | 14,21 m |

Finale: 15. April

### Diskuswurf Männer
| Platz | Athlet           | Land | Weite   |
| ----- | ---------------- | ---- | ------- |
| 1     | Emilio Malchiodi | ARG  | 44,27 m |
| 2     | Celso Dória      | BRA  | 43,85 m |
| 3     | Bento Barros     | BRA  | 42,77 m |

Finale: 19. April

### Hammerwurf Männer
| Platz | Athlet        | Land | Weite   |
| ----- | ------------- | ---- | ------- |
| 1     | Juan Fusé     | ARG  | 48,33 m |
| 2     | Dário Tavares | BRA  | 48,18 m |
| 3     | Bento Barros  | BRA  | 47,12 m |

Finale: 18. April

### Speerwurf Männer
| Platz | Athlet            | Land | Weite   |
| ----- | ----------------- | ---- | ------- |
| 1     | Raúl Coccaro      | URU  | 57,08 m |
| 2     | Efraín Santibáñez | CHI  | 56,05 m |
| 3     | Rodolfo Correa    | CHI  | 55,26 m |

Finale: 14. April

### Zehnkampf Männer
| Platz | Athlet             | Land | Punkte |
| ----- | ------------------ | ---- | ------ |
| 1     | Mario Recordón     | CHI  | 6338   |
| 2     | Celso Dória        | BRA  | 6217   |
| 3     | Raimundo Rodrigues | BRA  | 6080   |

21. und 22. April

## Frauenwettbewerbe
Die Mannschaftswertung gewann die chilenische Mannschaft mit 44 Punkten vor den Argentinierinnen mit 33 Punkten, Brasilien mit 31 Punkten und Uruguay mit zwei Punkten.

### 100-Meter-Lauf Frauen
| Platz | Athletin           | Land | Zeit   |
| ----- | ------------------ | ---- | ------ |
| 1     | Beatriz Kretschmer | CHI  | 12,4 s |
| 2     | Noëmi Simonetto    | ARG  | 12,5 s |
| 3     | Oldemia Bargiela   | ARG  | 12,8 s |

Finale: 15. April

### 200-Meter-Lauf Frauen
| Platz | Athletin           | Land | Zeit   |
| ----- | ------------------ | ---- | ------ |
| 1     | Elizabeth Müller   | BRA  | 26,4 s |
| 2     | Oldemia Bargiela   | ARG  | 27,1 s |
| 3     | Beatriz Kretschmer | CHI  | 27,1 s |

Finale: 19. April

### 80-Meter-Hürdenlauf Frauen
| Platz | Athletin        | Land | Zeit   |
| ----- | --------------- | ---- | ------ |
| 1     | Noëmi Simonetto | ARG  | 11,7 s |
| 2     | Stella Ardinghi | BRA  | 12,0 s |
| 3     | Erica Renner    | BRA  | 12,4 s |

Finale: 21. April

### 4-mal-100-Meter-Staffel Frauen
| Platz | Athletinnen                                                 | Land | Zeit   |
| ----- | ----------------------------------------------------------- | ---- | ------ |
| 1     | Oldemia Bargiela Camila Gomez Elsa Irigoyen Noëmi Simonetto | ARG  | 50,2 s |
| 2     | Krziwan Anegret Weller Betty Morales Beatriz Kretschmer     | CHI  | 51,1 s |
| 3     | Regina Erica Renner Stella Ardinghi Elizabeth Müller        | BRA  | 51,2 s |

Finale: 22. April

### Hochsprung Frauen
| Platz | Athletin         | Land | Höhe   |
| ----- | ---------------- | ---- | ------ |
| 1     | Ilse Barends     | CHI  | 1,58 m |
| 2     | Noëmi Simonetto  | ARG  | 1,50 m |
| 3     | Elizabeth Müller | BRA  | 1,50 m |

Finale: 21. April

### Weitsprung Frauen
| Platz | Athletin         | Land | Weite  |
| ----- | ---------------- | ---- | ------ |
| 1     | Noëmi Simonetto  | ARG  | 5,44 m |
| 2     | Elizabeth Müller | BRA  | 5,32 m |
| 3     | Lucy Lake        | CHI  | 5,03 m |

Finale: 22. April

### Kugelstoßen Frauen
| Platz | Athletin         | Land | Weite   |
| ----- | ---------------- | ---- | ------- |
| 1     | Elizabeth Müller | BRA  | 11,79 m |
| 2     | Edith Klempau    | CHI  | 11,75 m |
| 3     | Lore Zippelius   | CHI  | 11,41 m |

Finale: 14. April

### Diskuswurf Frauen
| Platz | Athletin       | Land | Weite   |
| ----- | -------------- | ---- | ------- |
| 1     | Ivete Mariz    | BRA  | 37,40 m |
| 2     | Lore Zippelius | CHI  | 37,28 m |
| 3     | Christel Balde | CHI  | 36,98 m |

Finale: 17. April

### Speerwurf Frauen
| Platz | Athletin      | Land | Weite   |
| ----- | ------------- | ---- | ------- |
| 1     | Ursula Holle  | CHI  | 38,24 m |
| 2     | Gerda Martín  | CHI  | 36,25 m |
| 3     | Edith Klempau | CHI  | 34,42 m |

Finale: 15. April

## Medaillenspiegel
| Medaillenspiegel Endstand nach 32 Entscheidungen | Medaillenspiegel Endstand nach 32 Entscheidungen | Medaillenspiegel Endstand nach 32 Entscheidungen | Medaillenspiegel Endstand nach 32 Entscheidungen | Medaillenspiegel Endstand nach 32 Entscheidungen | Medaillenspiegel Endstand nach 32 Entscheidungen |
| Platz                                            | Land                                             | Gold                                             | Silber                                           | Bronze                                           | Gesamt                                           |
| ------------------------------------------------ | ------------------------------------------------ | ------------------------------------------------ | ------------------------------------------------ | ------------------------------------------------ | ------------------------------------------------ |
| 1                                                | Argentinien                                      | 12                                               | 9                                                | 8                                                | 29                                               |
| 2                                                | Brasilien                                        | 11                                               | 12                                               | 9                                                | 32                                               |
| 3                                                | Chile                                            | 6                                                | 9                                                | 11                                               | 26                                               |
| 4                                                | Uruguay                                          | 3                                                | 2                                                | 4                                                | 9                                                |